# Toujours vingt ans
Pour les articles homonymes, voir Evergreen.
Pour plus de détails, voir Fiche technique et Distribution.
Toujours vingt ans (Evergreen) est un film musical britannique en noir et blanc réalisé par Victor Saville, sorti en 1934.

## Synopsis
Londres, à l'époque édouardienne. La star de la chanson populaire Harriet Green ravit le public. Elle a une petite fille illégitime cachée. Victime de chantage, elle quitte le music-hall et déménage en Afrique du Sud pour y élever sa fille. Des années plus tard, sa fille, Harriet Hawkes, ressemblant remarquablement à sa mère, revient à Londres en tant que jeune espoir du show-biz. Un beau jeune publicitaire, Tommy Thompson, convainc un producteur de théâtre de la mettre en vedette dans une nouvelle revue en la présentant au public comme l'originale Harriet Green « remarquablement préservée ». La ruse fonctionne. Harriet et Tommy tombent amoureux ; le public pense que Harriet est une femme de cinquante ans bien préservée et que Tommy est son fils. Mais la mascarade est découverte.

## Fiche technique
- Titre : Toujours vingt ans
- Titre original : You Said a Mouthful
- Réalisation : Victor Saville
- Scénario : Marjorie Gaffney, Emlyn Williams, d'après l’opérette de Benn W. Levy (1930)
- Photographie : Glen MacWilliams
- Montage : Ian Dalrymple
- Musique : Richard Rodgers, Lorenz Hart, Harry M. Woods
- Direction musicale : Louis Levy
- Producteur : Michael Balcon
- Société de production et de distribution : Gaumont British
- Pays d'origine : Royaume-Uni
- Langue originale : anglais
- Format : noir et blanc — 35 mm — 1.37:1 — son : mono (British Acoustic Full Range System)
- Genre : Comédie et film musical
- Durée : 90 min
- Dates de sortie :
  - Royaume-Uni : avril 1934
  - États-Unis : 31 décembre 1934
  - France : 20 décembre 1934

## Distribution
- Jessie Matthews : Harriet Green/Harriet Hawkes
- Sonnie Hale : Leslie Benn
- Betty Balfour : Maudie
- Barry MacKay : Tommy Thompson
- Ivor McLaren : Marquis de Staines
- Hartley Power : Treadwell
- Patrick Ludlow : Lord Shropshire
- Betty Shale : Mme Hawkes
- Marjorie Brooks : Marjorie Moore
- Charles Mortimer : majordome
- Stewart Granger : membre du public
- Cyril Smith : le régisseur